# Biblioteca Leighton

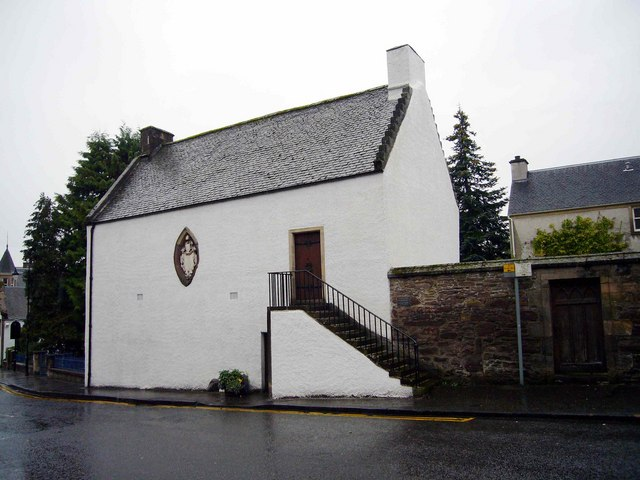
Vista exterior de la biblioteca Leighton.

La Biblioteca Leighton (en inglés: Leighton Library, también llamada Bibliotheca Leightoniana)  En the cross, Dunblane, es la biblioteca más antigua construida en Escocia al norte del Reino Unido. Su colección de cerca de 4.000 volúmenes y 78 manuscritos del siglo XVI al 19 se basa en la colección personal de Robert Leighton (1611-1684), obispo de Dunblane y el arzobispo de Glasgow, que había dejado los libros a la catedral de Dunblane.
El edificio de dos pisos, con escalera delantera, se completó en 1687. El edificio es una apartamento con dos bóvedas de piedra y partes de madera.
A principios del siglo XX el edificio había caído en el olvido y se vio afectado por la humedad y, durante la Segunda Guerra Mundial, un refugio antiaéreo fue construido dentro de sus bóvedas. Durante las décadas de 1950 y 1980 tuvo un proceso de renovación, reparación y catalogación , y la biblioteca fue oficialmente reabierta en mayo de 1990.